# Postpakketzegel

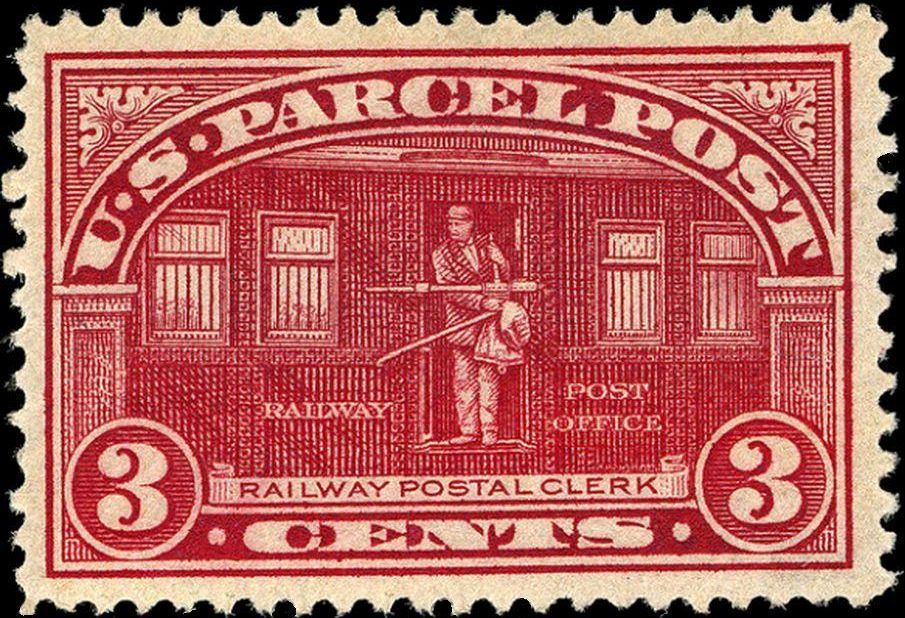
Pakketzegel USA 1913

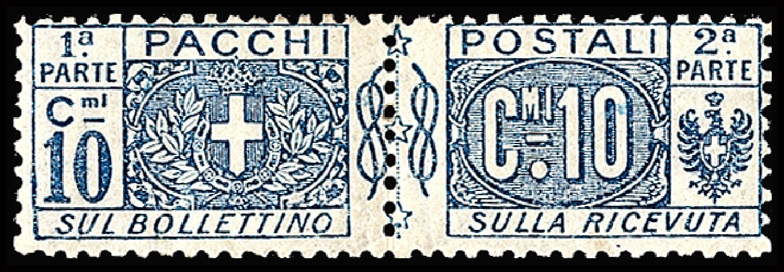
Pakketzegel Italië 1914

Een postpakketzegel is een postzegel die dient voor het frankeren van een postpakket. Een aantal landen hebben postpakketzegels uitgegeven, waaronder: België, Vaticaanstad, Verenigde Staten, Portugal.

## Belgische spoorwegzegels
De Belgische spoorwegen vervullen vanouds een officiële functie in het vervoer van postpakketten. Daarom zijn de Belgische spoorwegzegels feitelijk postpakketzegels (dus postzegels).

## Postfaerge
Een bijzonder geval zijn de Deense postzegels met de opdruk Postfaerge. Dit zijn in feite postpakketzegels, die speciaal bestemd zijn voor de frankering van postpakketten bij bepaalde postveerdiensten. Deze veerdiensten zijn namelijk in 1919 door de Deense PTT overgenomen.
andreaskruis · baarfrankering · brandkastzegel · cinderella · decemberzegel · dienstzegel · doorloper · dwangtoeslagzegel · eerste postzegelemissie · gelegenheidszegel · gemeenschappelijke postzegelemissie · gemengde frankering · gepersonaliseerde postzegel · kinderpostzegel · langlopende postzegel · luchtpostzegel · perfin · portzegel · postpakketzegel · postzegel met tab · postzegelboekje · spoorwegzegel · toeslagzegel · vertanding · voorafstempeling · zelfklevende postzegel · zomerpostzegel · zondagstrookje
Portaal · Categorie